# ジャック・バック

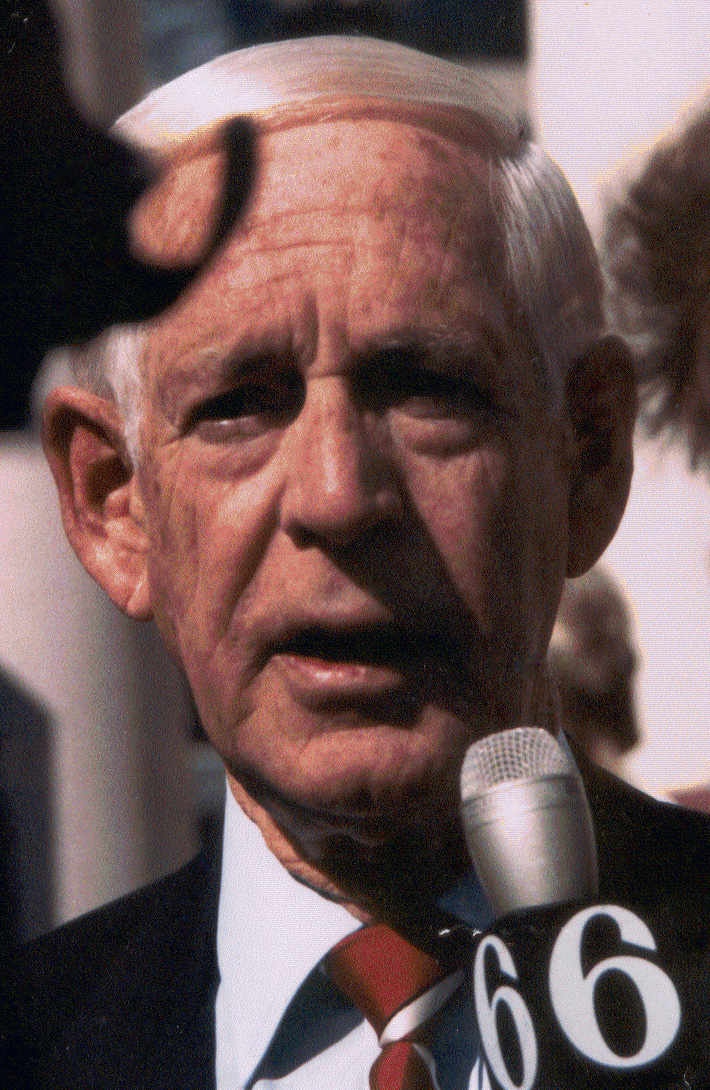

ジョン・フランシス・バック（John Francis Buck, 1924年8月21日 - 2002年6月18日）は、メジャーリーグベースボール（MLB）の中継実況アナウンサー。アメリカ合衆国マサチューセッツ州ハンプデン郡ホルヨーク生まれ。MLB球団（セントルイス・カージナルス）の専属アナウンサーとして試合中継を長年担当した。
息子のジョー・バックもスポーツ実況のアナウンサーである。

## 経歴
1954年よりMLB球団セントルイス・カージナルスの専属アナウンサーとしてハリー・ケリー率いる放送チームで実況を担当する。また、1962年からはNFLの実況としても活動の幅を広げていった。1969年を最後にケリーが去ると、前述のチームはバックが主体となっていく。後に放送関係者の殿堂入りであるフォード・C・フリック賞（MLB。1987年）、ピート・ロゼール・ラジオ&TV賞（NFL。1996年）を受賞した。
2002年6月18日に死去。この死去の後、この年カージナルスの選手はユニフォームの右袖部分にバックの略称である「JFB」の文字のワッペンを付けてプレーした。